# Alain Badiou
Alain Badiou, francoski filozof, * 17. januar 1937, Rabat, Maroko.
Velja za enega najvplivnejših sodobnih francoskih filozofov in političnih teoretikov. Nasproti postmodernistični razglasitvi konca filozofije in moderni sofistiki utemeljuje možnost nadaljnjega razvoja filozofije.
Rodil se je 17. januarja 1937 v Rabatu, v francoskem Maroku. Najprej se je izobraževal na pariškem liceju Louis-le-Grand, med letoma 1957 in 1961 je šolanje nadaljeval na pariški fakulteti École Normale Supérieure. Po končanem študiju je od leta 1963 dalje poučeval na gimnaziji v Reimsu, kjer je spoznal dramatika in filozofa Françoisa Regnaulta, s katerim sta postala dobra prijatelja. V tem času je objavil tudi nekaj romanov. Prvega z naslovom Almagestes je objavil leta 1964, nato pa so sledili še drugi. Leta 1969 je zapustil gimnazijo v Reimsu in odšel predavat na pariško Univerzo Vincennes-Saint Denis (Université Paris-VIII).
Badiou je bil zelo aktiven tudi na političnem področju. Bil je eden od ustanovnih članov Združene socialistične partije (Parti Socialiste Unifié, PSU), ki je bila zelo pomembna pri dekolonizaciji Alžirije. Majski študentski protesti leta 1968 so ponovno zbudili Badioujevo zvestobo skrajni levici, saj je sodeloval v upornih skupinah, kot je Zveza komunistov marksistično-leninistične Francije (Union des communistes de France marxiste-léniniste). Po pridružitvi pariški univerzi Vincennes-Saint Denisu je sodeloval tudi v intelektualnih debatah s sodelavci in profesorji, kot sta Gilles Deleuze in Jean-François Lyotard.
V osemdesetih letih je Badiou napisal še nekaj del. Med pomembnejša spada (Théorie du sujet, 1982) in Bit in dogodek (L'Être et l'Événement, 1988).
Po letu 1999 se je zaposlil na pariški fakulteti École Normale Supérieure, kot univerzitetni profesor, kjer je zaposlen še danes. Kot gostujoči profesor jesodeloval tudi z drugimi univerzami. Do leta 2007 je bil član organizacije "L'Organisation Politique", ki jo je skupaj s tovariši ustanovil leta 1985, leta 2002 pa je postal soustanovitelj Centre International d'Etude de la Philosophie Française Contemporaine. Preizkusil se je tudi kot dramatik (drama Ahmed le Subtil).
V zadnjem desetletju je bilo prevedenih veliko njegovih del, prav tako pa je objavljal tudi v ameriških in angleških časnikih, kot so Lacanian Ink, New Left Review, Radical Philosophy, Cosmos and History in Parrhesia. Njegova dela so zelo priljubljena tudi v Indiji, Demokratični republiki Konga in Južni Afriki. Njegove ideje in dela so visoko cenjena tudi v Evropi. Leta 2009 so se tako na Londonski konferenci zbrali radikalni intelektualci, med njimi tudi slovenski filozof Slavoj Žižek, kot odziv na Badioujevo 'komunistično hipotezo', ki jo je razložil v svojem delu Ideja komunizma (L'hypothèse communiste, 2009). 

## Konceptualizacija resnice
Človek ne spoznava niti ne ustvarja univerzalne resnice, marveč je vselej na sledi zgolj singularnim (posameznim) resnicam. Badiou loči štiri področja oz. postopke/procedure resnic: umetnost, znanost, politiko in ljubezen. Filozofija pa opredeli kot tisti miselni kraj, ki reflektira te različne procese resnic, medtem ko jih sama ne ustvarja, ker ni v neposrednem stiku z realnostjo, ampak zgolj v refektivnem ali posrednem. Toda ta refleksija ne sme biti njihovo vzvišeno poenotenje, ker bi to vodilo v transcendenco, v platonsko resnico o resnici, ki je zgubila stik z realno produkcijo vednosti. Filozofija torej ni neki megleni diskurz o totaliteti ali splošna interpretacija vsega, kar je, marveč se mora vselej zamejiti z mišljenjem neke določene vednosti, z njenim postopkom proizvajanja resnice. Od tod Badioujeva ključna teza, da je filozofija zgolj posred(oval)no mišljenje singularnih in imanentnih procesov resnic, ki so posebne in lastne določenemu polju vednosti. Kolikor govorimo o potencialni univerzalnosti resnice, gre zgolj za refleksijo nekega singularnega, mnoštva posameznih resnic, znotraj nekega imanentnega postopka. Resnica je torej univerzalna zgolj znotraj svojega singularno določenega polja ali pa še to ne. Ni resnice kot take, ni Resnice z veliko začetnico, ki bi veljala za vse različne postopke.
Badiou želi na novo definirati filozofijo, in sicer z razločitvijo filozofije od tistega, kar filozofija ni, zlasti od Platona dalje, in obenem izpostaviti misel, ki je filozofiji zelo podobna, vendar pa to ni, kar je sofistika. Toda bolj kot zgodovinski potek starogrške sofistične misli (Gorgija, Protagora) ga zanimajo predvsem sodobni sofisti (Wittgenstein, Lyotard, Deleuze,...). Moderni sofisti so tisti, za katere temeljno nasprotje ni med resnico na eni strani in zmoto ali blodnjo na drugi, temveč med govorom in tišino, med tistim, kar je lahko izrečeno, in tistim, kar je nemogoče izreči. Ali med izjavami, ki imajo smisel, in tistimi, ki so ga oropane. Sodobni sofist skuša nadomestiti idejo resnice z idejo pravila: 
»Kajti sofist, naj bo antični ali moderni, hoče uveljaviti natanko to, da resnice ni, da je pojem resnice neuporaben in negotov, saj obstajajo zgolj konvencije, pravila, oblike diskurzov ali jezikovne igre.«
Sofist torej trdi, da resnic ni, obstajajo zgolj tehnike za izjavljanje. Badiou, ki je trdno prepričan o svoji poziciji filozofa, bo za resnico zatrdil prav nasprotno: 
»Kategorija resnice je osrednja kategorija, četudi pod kakšnim imenom, vsake možne filozofije.«
Badiou se zavzema za rehabilitacijo Platona, ker je trdno zagovarjal najvišji pomen resnice v filozofiji: 
»Filozofija je konstrukcija misli, kjer se proti sofistiki razglaša, da obstajajo resnice. Toda to osrednje razglašanje pred neko filozofsko kategorijo v strogem pomenu, ki je kategorija Resnice. Resnica z velikim R hkrati označuje pluralno stanje reči (obstajajo heterogene resnice) 'in' enotnost misli.« 
V želji, da bi se izmaknil transcendentni misli, Badiou zatrdi, da je filozofska kategorija Resnice sama po sebi prazna. Filozofija sama ni produkcija resnice, marveč je postopek, ki izhaja iz resnic, operacija, ki misli njihovo sestavljivost, pluralnost v smeri nekega enotnega zajetja. Praznina filozofske kategorije Resnice ni praznina biti, ker ne gre za ontološko, ampak za povsem logično praznino. Filozofijo oz. mišljenje si lahko zamislimo kot nekakšne klešče, t. i. klešče Resnice: njihova naloga je zajeti, ali bolje, zgrabiti resnice:
»Odnos (filozofske) Resnice do (znanstvenih, političnih, umetniških ali ljubezenskih) resnic je odnos zgrabitve. Z 'zgrabitvijo' razumem ujetje, prijetje, pa tudi ganjenost, osuplost. Filozofija je mesto misli, kjer so (nefilozofske) resnice zgrabljene kot take in nas zgrabijo ... Resnice se 'skupaj' pustijo zgrabiti s kleščami, ki jih je filozofija izgradila pod imenom Resnice (ali pod kakšnim drugim ekvivalentnim imenom; samo funkcija zgrabitve je tista, ki šteje). Pri tem, namreč med Resnico in resnicami, ne gre za odnos krovnosti, subsumpcije, utemeljitve ali garancije, temveč za odnos zgrabitve: filozofija je ščepec resnic.«  
Filozofija se torej vselej nanaša na neke že proizvedene resnice, ne pa na izkustvo samo. V tem smislu je filozofija vselej le re-fleksija ali re-prezentacija neke prezence. Lahko pa se zgodi katastrofa, če filozofija podleže skušnjavi, da bi operacijo prazne kategorije Resnice izenačila s postopki za produkcijo resnic, ali še, če opusti svojo vlogo klešč, zgolj zgrabitve resnic, in se predstavlja, kot da je sama postopek resnice. Da se torej sama predstavlja kot umetnost, znanost, patos ali politika. Vsemu temu je zgodovina filozofije že bila priča:
- Nietzschejev filozof umetnik;
- Husserlova zahteva, naj bo filozofija stroga znanost;
- Pascalova ali Kierkegaardova želja, da bi filozofija izpričevala ali celo živela skozi neki patos;
- Platonov filozof vladar.

Vse to so znotraj filozofske sheme, ki zapolnijo praznino, na katero se opira dejavnost Resnice, kar pa je nepovratna pot v katastrofo. Brž ko filozofija razglasi, da obstaja le ena Resnica, le en, tj. njen topos Resnice, bo le ona tista, ki bo poznala pot, dostop do nje, kar Badiou poimenuje ekstaza mesta. In če Resnica je, obstaja le eno samo resnično ime, in to ime je nujno 'sveto'. Ta sakralizacija podvoji ekstazo mesta. Ko pa si domišlja, da proizvaja resnico, filozofija popusti glede svoje zmernosti in samokritičnosti. Postane tesnobna preskripcija, obskurna in tiranska zapoved, ki hoče izničiti vse, kar ni ona sama; kaj pa ona sama je, ve spet le ona. Tako filozofija postane dogmatizem: »Katastrofa imenujem natanko ta trojni prepleteni učinek: ekstaze, svetega in terorja. Gre za katastrofo, lastno misli. Vsaka katastrofa ima v svojem korenu substancializacijo Resnice, namreč 'ilegalni' prehod Resnice kot prazne operacije k resnici kot poprisotenju same praznine.«

## Vpliv inestetike na postmoderno estetiko
Prav tako ima umetnost ima v Badioujevi misli pomembno mesto: je eden od postopkov mišljenja in pogojev filozofije, hkrati pa se Badiou v svoji filozofski misli pogosto ukvarja z umetniškimi deli. Ob tezi, da je umetnost svobodno ustvarjanje, ki si merila in zahteve lahko postavlja le samo. Badiou pravi, da je »umetnost vedno že tu in mislecu zastavlja nemo in iskreče se vprašanje o svoji identiteti, medtem pa s svojim stalnim izumljanjem, preobražanjem razglaša razočaranje nad vsem, kar filozof izjavlja v zvezi z njo«. Shematično predstavi tri ambivalentne odnose, ki jih je filozofija v svoji zgodovini vzpostavljala do umetnosti.
- didaktična shema (Platon) goji zavračajoč odnos filozofije do umetnosti, ki se kaže kot resnica, vendar dejansko ni zmožna resnice. Umetnost naj pod normo filozofije opravlja vzgojno funkcijo;
- romantična shema (Parmenid) poveličuje umetnost kot utelešenje resnice. Umetnost je edina zmožna resnice, filozofija jo lahko le nakaže. Umetnost vzgaja sama;
- klasična shema (Aristotel) skuša vzpostaviti premirje.

Iz didaktične paradigme izpelje, da resnica sploh ni namen umetnosti. Umetnost meri na verjetnost in opravlja terapevtsko, katarzično funkcijo. Filozofija ima vlogo estetike, ki razpravlja o pravilih ugajanja. Dvajseto stoletje je v Badioujevih očeh eklektično: marksizem je didaktičen, hermenevtika romantična, psihoanaliza klasična, avantgarde pa so nihale med didaktizmom in romantizmom.
Badiou želi zastaviti novo shemo odnosa med filozofijo in umetnostjo, ki jo poimenuje inestetika. »Z “inestetiko” razumemo odnos filozofije do umetnosti, ki ob domnevi, da umetnost sama proizvaja resnice, te nikakor ne poskuša postavljati za objekt filozofije.« V nasprotju z estetsko spekulacijo inestetika opisuje strogo znotraj filozofske učinke, ki jih proizvaja neodvisni obstoj nekaterih umetniških del. Umetnost je avtonomen postopek mišljenja. Ustvarja imanentne in singularne resnice in je eden od pogojev filozofije. Odnos filozofije do umetnosti kot postopka resnice je v tem, »da jo pokaže kot tako«. Postopka umetnosti in filozofije sta jasno ločena: umetnost ustvarja singularno in imanentno, filozofija pa do nje vzpostavlja distanco, ki ji dovoljuje le refleksijo. Filozofija opozori na resnice, razločiti jih mora od mnenj, lahko jih tudi zasluti in napove. Filozofija in umetnost sta zato soodgovorni za resnice. 
Osnovna “enota” umetnosti je umetniška konfiguracija. Konfiguracija je sekvenca, ki proizvede “neko resnico-umetnost”. Gre za potencialno neskončno mnoštvo del; resnica je mnoštvo. Izvor konfiguracije je dogodek, njena nasičenost pa naznanja nastop nove konfiguracije. Dogodek je skupina umetniških del, singularno mnoštvo del.
Filozofija potrebuje umetnost kot enega svojih pogojev za zagotovitev lastne eksistence. Ta teza ne implicira, da velja tudi obratno, da torej umetnost prav tako potrebuje filozofijo. Umetnost v svojih konfiguracijah premišlja lastno ustvarjalnost, vendar po Badiouju pri tem ne gre za samorefleksijo, ki bi lahko zavzela funkcijo filozofske refleksije umetnosti. Moč umetnosti lahko misli le filozofija. Filozofija tega ne počne zaradi umetnosti in zanjo, temveč zaradi sebe in zase. Umetnost bi lahko obstajala brez filozofije, lahko bi ustvarjala in pri tem proizvajala resnice, četudi te ne bi postale eksplicitne. Zdi se, da je zanjo vidik razvidnosti njenih resnic kot resnic preko filozofske refleksije sam po sebi irelevanten. Da so resnice odstrte, je pomembno za filozofijo. Umetnost je torej svobodno, neodvisno ustvarjanje, ki (prav zato) nikogar in ničesar ne potrebuje, niti nikomur in ničemur ničesar ne dolguje. Zdi se, da z nasprotovanjem filozofski zapovedi umetnosti takšno razumevanje umetnosti zastavlja tudi Badiou. 
Umetnostno samorazumevanje je vedno nastajalo tudi v razmerju s filozofsko refleksijo. Iz tega ne sledi, da umetnost potrebuje filozofijo, ker ni res, da brez nje ne bi mogla svobodno ustvarjati (resnic) in misliti tega ustvarjanja. Filozofija ni poklicana misliti umetnosti.  Če se umetnost želi kakorkoli povezovati s filozofijo, je to povsem legitimno v domeni njene svobodne izbire. Umetnost je torej do filozofije lahko ravnodušna, filozofija pa zanjo je in mora biti zainteresirana. Zato ima filozofija do umetnosti odgovornost: pustiti jo mora biti takšna kot je; ne sme povzdigovati ene same resnice, podajati kriterijev ustvarjanja in soditi umetnosti. Na tej točki izpostavitve neodvisnosti umetnosti se Badioujeva shema kaže kot možna redukcija filozofije. Filozofija je sama po sebi prazna, misli tisto, kar pride vanjo od zunaj in se mora omejiti na refleksijo. Inestetika pa po svoji definiciji pušča malo prostora za dejavnost filozofije. Na takšni poziciji je težko obstati – ob tem se je vredno vprašati, ali bi bilo tako stališče pravzaprav destruktivno za samo filozofijo – to ne uspe niti Badiouju.

## Ohromelost sodobne filozofije
Badiou trdi, da je sodobna filozofija zapadla v ohromelost, kar naj bi bila povezano s konstantno pesimističnim odnosom filozofije do preteklosti, ki pa je za Badiouja, v nasprotju, denimo, z Heideggrom, slavna in nanjo gleda, kljub vsej kritičnosti, afirmativno. Prevladuje ideja, nadaljuje Badiou, da je metafizika zgodovinsko izčrpana, da pa nam tisto, kar naj bi ji sledilo, oz. to, kar naj bi filozofija poslej mislila, ni povsem jasno. Filozofija vse bolj postaja le še zgodovina filozofije ali historiografija.
Priča smo nekakšnemu nelagodju v filozofiji in nečemu, kar Badiou imenuje de-lokalizacija: »Filozofija ne ve več, ali ima svoje lastno mesto. Poskuša se oprijeti obstoječih dejavnosti: umetnosti, poezije, znanosti, političnega dejanja, psihoanalize… Ali še, filozofija ni več drugega kakor svoja lastna zgodovina, postala je muzej same sebe. Temu nihanju med historiografijo in delokalizacijo pravim ohromelost filozofije.«

## Dela

### Filozofska dela
- Le concept de modèle (1969, 2007)
- Théorie du sujet (1982)
- Peut-on penser la politique? (1985)
- L'Être et l'Événement (1988)
- Manifeste pour la philosophie (1989)
- Le nombre et les nombres (1990)
- D'un désastre obscur (1991)
- Conditions (1992)
- L'Éthique (1993)
- Deleuze (1997)
- Saint Paul. La fondation de l'universalisme (1997, 2002)
- Abrégé de métapolitique (1998)
- Court traité d'ontologie transitoire (1998)
- Petit manuel d'inesthétique (1998)
- Le Siècle (2005)
- Logiques des mondes. L'être et l'événement, 2 (2006)
- Petit panthéon portatif (2008)
- Second manifeste pour la philosophie (2009)
- L'Antiphilosophie de Wittgenstein (2009)
- Éloge de l'Amour (2009)
- Heidegger. Le nazisme, les femmes, la philosophie napisano skupaj z Barbaro Cassin (2010)
- Il n'y a pas de rapport sexuel napisano skupaj z  Barbaro Cassin (2010)
- La Philosophie et l'Événement intervjuji z Fabien Tarbyom (ed.) (2010)
- Cinq leçons sur le cas Wagner (2010)
- Le Fini et l'Infini (2010)
- La Relation énigmatique entre politique et philosophie (2011)
- La République de Platon (2012)
- L'aventure de la philosophie française (2012)

### Kritični eseji
- L'autonomie du processus esthétique (1966)
- Rhapsodie pour le théâtre (1990)
- Beckett, l'increvable désir (1995)
- Cinéma (2010)

### Dramska dela in ostala literatura
- Almagestes (1964)
- Portulans (1967)
- L'Écharpe rouge (1979)
- Ahmed le subtil (1994)
- Ahmed Philosophe, sledi še Ahmed se fâche (1995)
- Les Citrouilles, komedija (1996)
- Calme bloc ici-bas (1997)

### Politični eseji
- Théorie de la contradiction (1975)
- De l'idéologie z F. Balmès (1976)
- Le Noyau rationnel de la dialectique hégelienne z L. Mossot in J. Bellassen (1977)
- Circonstances 1: Kosovo, 11 September, Chirac/Le Pen (2003)
- Circonstances 2: Irak, foulard, Allemagne/France (2004)
- Circonstances 3: Portées du mot " juif " (2005)
- Circonstances 4: De quooi Sarkozy est-il le nom ? (2007)
- Circonstances 5: L'hypothèse communiste (2009)
- Circonstances 6: Le Réveil de l'Histoire (2011)
- Circonstances 7: Sarkozy: pire que prévu, les autres : prévoir le pire (2012)
- Mao. De la pratique et de la contradiction z Slavoj Žižekom (2008)
- Démocratie, dans quel état ? Z Giorgio Agamben, Daniel Bensaïd, Wendy Brown, Jean-Luc Nancy, Jacques  Rancière, Kristin Ross in Slavoj Žižek (2009)
- L'Idée du communisme vol. 1 (London Conference, 2009) (Alain Badiou in Slavoj Žižek eds.), z Judith Balso, Bruno Bosteels, Susan Buck-Morss, Terry Eagleton, Peter Hallward, Michael Hardt, Minqi Li, Jean-Luc Nancy, Toni Negri, Jacques Rancière, Alessandro Russo, Roberto Toscano, Gianni Vattimo, Wang Hui in Slavoj Žižek (2010)
- L'Explication, conversation avec Aude Lancelin z Alain Finkielkraut (2010)
- L'Antisémitisme partout. Aujourd'hui en France z Eric Hazan (2011)
- L'Idée du communisme, vol. 2 (Berlin Conference, 2010), (Alain Badiou in Slavoj Žižek eds.) z Glyn Daly, Saroj Giri, Gernot Kamecke, Janne Kurki, Artemy Magun, Kuba Majmurek, Kuba Mikurda, Toni Negri, Frank Ruda, Bülent Somay, Janek Sowa, G. M. Tamás, Henning Teschke, Jan Völker, Cécile Winter in Slavoj Žižek (2011)

### Brošure in serijske publikacije
- Contribution au problème de la construction d'un parti marxiste-léniniste de type nouveau, z Jancovici, Menetrey, and Terray (Maspero 1970)
- Jean Paul Sartre (Éditions Potemkine 1980)
- Le Perroquet. Quinzomadaire d'opinion (1981–1990)
- La Distance Politique (1990–?)

### Dela, prevedena v slovenščino

#### Filozofska dela
- Ni spolnega razmerja, prevedeno 2012, Žerjav, Ana. Ljubljana. Društvo za teoretsko psihoanalizo.
- Deleuze, hrumenje Biti; Drugi manifest za filozofijo, prevedeno 2012, Benčin, Rok. Ljubljana: Založba ZRC, ZRC SAZU, 2012.
- Kratka razprava o prehodni ontologiji; Očrt metapolitike, prevedeno 2010, Tomšič, Samo. Ljubljana: Založba ZRC, ZRC SAZU, 2010.
- Hvalnica ljubezni, prevedeno 2010, Pelko, Stojan. Ljubljana: Društvo za teoretsko psihoanalizo.
- Ime česa je Sarkozy?, prevedeno 2008, Bobnar, Miranda. Ljubljana: Sophia, 2008.
- Pogoji, prevedeno 2006, Tomšič, Samo. Žerjav, Ana. Ljubljana: Založba ZRC, ZRC SAZU, 2006.
- 20. stoletje, prevedeno 2005, Žerjav, Ana. Ljubljana: Društvo za teoretsko psihoanalizo, 2005.
- Ali je mogoče misliti politiko?; Manifest za filozofijo, prevedeno 2004, Riha, Rado. Ljubljana: Založba ZRC, ZRC SAZU, 2004.
- Mali priročnik o inestetiki, prevedeno 2004, Koncut, Suzana. Ljubljana: Društvo Apokalipsa, 2004.
- Etika: razprava o zavesti o Zlu, prevedeno 1996, Šumič-Riha, Jelica. Ljubljana: Društvo za teoretsko psihoanalizo, 1996.
- Sveti Pavel: utemeljitev univerzalnosti, prevedeno 1998, Zupančič, Alenka. Ljubljana: Društvo za teoretsko psihoanalizo, 1998.

### Članki in intervjuji
- Alain Badiou in procedura resnice, prevedeno 1998, Šumič-Riha, Jelica. Članek – sestavni del: Razgledi: tako rekoč intelektualni tabloid. Leto 1998, str. 4-11.
- Figure subjekta in formule seksuacije, prevedeno 2013, Tomšič, Samo. Žerjav, Ana. Članek-sestavni del: Problemi: revija za kulturo in družbena vprašanja. Letn. 51, št. 9/10 (2013), str. 105-110.
- Volitve in parlamentarizem: Sarkozy: slabše od predvidevanj, prevedeno 2012, Pelko, Stojan. Članek – sestavni del: Delo ISSN: 0350-7521. – Letno 54, št. 93 (21. apr. 2012) =Sobotna priloga (21. apr. 2012). – str. 14-16.
- Prelom s starimi oblikami politike: intervju z Alainom Badioujem, prevedeno 2007, Kirn, Gal. Prevod uredila Gabrovšek, Mili. Članek – sestavni del: Agregat: revija za sodobno družbenopolitično polemiko.- Letn. 5, št. 11/12 (okt. 2007), str. 88-93.
- Današnja ideologija je dezorientacija: Alain Badiou, filozof. Pogovarjala se je Krečič, Jela. Članek – sestavni del: Delo.-Leto 51, št. 67 (21. mar. 2009) = TI=Sobotna priloga (21. mar. 2009).- str. 22-23.
- Tretji osnutek za manifest afirmacionizma, prevedeno 2004, Koncut, Suzana. Članek – sestavni del: Maska,- Letn. 19, št. 3/4 = št. 86/87  (poletje 2004), str. 5-8.
- Ontologija in politika, prevedeno 2005, Hajdini, Simon. Članek – sestavni del: Problemi: revija za kulturo in družbena vprašanja. Letn. 43, št. 1/2 (2005), str. 193-214.
- Francoski filozof odgovarja poljskemu pesniku, prevedeno 2004, Koncut, Suzana. Članek – sestavni del: Literatura.- Letn. 16, št. 157/158 (jul.-avg. 2004), str. 187-195.
- Etika in politika, prevedeno 1994, Šimenc, Marjan. Članek – sestavni del: Problemi, Eseji.- Št. 4/5 (1994) = TI=Problemi : revija za kulturo in družbena vprašanja, str. 227-232.- Let. 32, št. 7/8 (1994).
- Ples kot metafora misli. Članek – sestavni del: Problemi : revija za kulturo in družbena vprašanja.- 31, št. 7 (1993), str. 137-152 = Problemi. Eseji. - ISSN 0353-4030. - Št. 4 (1993).
- Lacan in Platon: ali je matem ideja?, prevedeno 1994, Peršak, Mateja. Zupančič, Mateja. Članek – sestavni del: Problemi, Eseji .- Št. 2/3 (1994) = TI=Problemi : revija za kulturo in družbena vprašanja, str. 145-165.- Letn. 32, št. 3/4 (1994).
- Pornografija sedanjega časa, prevedeno 2014, Kos, Janina. Članek – sestavni del: Problemi : revija za kulturo in družbena vprašanja.- Letn. 52, št. 5/6 (2014), str. 27-39.
- Filozofija v primežu sodobnosti: pogovor s francoskim filozofom Alainom Badioujem, pogovor pripravila Ostrouška, Irena. Članek – sestavni del: Slovenec : časopis za politiko, gospodarstvo, kulturo in religijo.- 76, št. 245 (22.X.1992), str. 21 = Kulturna priloga.
- Umetnost in matematika, prevedeno 2011, Benčin, Rok. Članek – sestavni del: Filozofski vestnik.- Letn. 32, št. 3 (2011), str. 23-34.
- Na poti k novemu mišljenju Absoluta, prevedeno 2011, Benčin, Rok. Članek – sestavni del: Filozofski vestnik.- Letn. 32, št. 3 (2011), str. 7-22.
- Lacan in realno, prevedeno 2011, Tomšič, Samo. Članek – sestavni del: Problemi : revija za kulturo in družbena vprašanja.- Letn. 49, št. 3/4 (2011), str. 51-59.
- Ideja komunizma, prevedeno 2009, Klepec, Peter. Članek – sestavni: Filozofski vestnik.- Letn. 30, št. 3 (2009), str. 7-20.
- Formule iz l'Étourdit, prevedeno 2007, Tomšič, Samo. Članek – sestavni del: Filozofski vestnik.- Letn. 28, št. 3 (2007), str. 189-199.
- Bit in pojav, prevedeno 2007, Tomšič, Samo. Članek – sestavni del: Filozofski vestnik.- Letn. 28, št. 3 (2007), str. 51-63.
- Onstran formalizacije: intervju z Alainom Badioujem, prevedeno 2006, Tomšič, Samo. Članek – sestavni del: Problemi : revija za kulturo in družbena vprašanja.- Letn. 44, št. 7/8 (2006), str. 111-144.
- Definicija filozofije, prevedeno 2004, Tomšič, Samo. Članek – sestavni del: Filozofski vestnik.- Letn. 25, št. 3 (2004), str. 37-39.
- (Spre)vrnitev filozofije same, prevedeno 2004, Tomšič, Samo. Članek – sestavni del: Filozofski vestnik.- Letn. 25, št. 3 (2004), str. 21-36.
- Umetnost in filozofija, prevedeno 2004, Koncut, Suzana. Članek – sestavni del: Filozofski vestnik.- Letn. 25, št. 1 (2004), str. 187-199.
- Kriza seksualnosti, prevedeno 2002, Zupančič, Alenka. Članek – sestavni del: Problemi : revija za kulturo in družbena vprašanja.- Let. 40, št. 3/4 (2002), str. 51-63.
- Varovanje jutra, prevedeno 2003, Klepec, Peter. Članek – sestavni del: Filozofski vestni.- Letn. 24, št. 1 (2003), str. 81-89.
- Kaj je ljubezen?, prevedeno 2002, Žerjav, Ana. Članek – sestavni del: Filozofski vestnik.- Letn. 23, št. 1 (2002), str. 181-196.
- Kinematografsko zajetje spolov, prevedeno 2001, Žerjav, Ana. Članek – sestavni del: Filozofski vestnik.- Letn. 22, št. 3 (2001), str. 189-197.
- Zgodovino sveta prelomiti na dvoje?, prevedeno 2000, Klepec, Peter. Članek – sestavni del: Filozofski vestnik.- Letn. 21, št. 3 (2000), str. 103-119.
- O matematiki, logiki in filozofiji, prevedeno 2000, Klepec, Peter. Članek – sestavni del: Filozofski vestnik.- Letn. 21, št. 1 (2000), str. 113-130.
- Scena dvojega, prevedeno 1999, Zupančič, Ana. Članek – sestavni del: Razpol : glasilo Freudovskega polja : une publication du Champ freudien.- Št. 11 (1999) = TI=Problemi : revija za kulturo in družbena vprašanja, str. 57-67.- Letn. 37, št. 7-8 (1999).
- Osem tez o univerzalnem, prevedeno 1999, Šumič-Riha, Jelica. Članek – sestavni del: Filozofski vestnik.- Letn. 20, št. 1 (1999), str. 167-175.
- Alain Badiou in procedura resnice, prevedeno 1998, Šumič-Riha, Jelica. Članek – sestavni del: Razgledi : tako rekoč intelektualni tabloid.- št. 8(1111) (15. apr. 1998), str. 4-11.
- Ali je možno misliti politično?, prevedeno 1988, Riha, R. Članek – sestavni del: Vestnik.- Let. 9, št. 2 (1988), str. 59-79.
- Politika kot postopek resnice, prevedeno 1998, Šumič-Riha, Jelica. Članek – sestavni del: Filozofski vestnik.- Let. 19, št. 1 (1998), str. 67-75.
- Etika razprava o zavesti o Zlu, prevedeno 1996, Šumič-Riha, Jelica. Članek – sestavni del: Problemi : revija za kulturo in družbena vprašanja .- Let. 34, št. 1 (1996), 69 str.
- Tri negacije, prevedeno 2010, Zakrajšek, Katja. Članek – sestavni del: Problemi : revija za kulturo in družbena vprašanja.- Letn. 48, št. 8/9 (2010), str. 95-104.

1. ↑  SNAC — 2010.
2. ↑  Arhiv likovne umetnosti — 2003.
3. ↑  Who's Who in France — Paris: 1953. — ISSN 0083-9531; 2275-0908
4. 1 2  Katalog Nemške nacionalne knjižnice
5. ↑  Badiou, A., Pogoji. 2006. Ljubljana: Založba ZRC, s. 25
6. ↑  Badiou, 2006, 25
7. ↑  Badiou, 2006, 27
8. ↑  Badiou, 2006, 29
9. ↑  Badiou, 2006, 74
10. ↑  Badiou, A. 2004. Mali priročnik o inestetiki, Ljubljana, Društvo Apokalipsa, s. 8
11. 1 2  Badiou 2004
12. ↑  Badiou, A., Ali je mogoče misliti politiko? Manifest za filozofijo, Ljubljana, Založba ZRC. 2004, s. 25
13. ↑  Badiou, 2006, 21

- Alain Badiou Archive @ MidEastDilemma.com
- Alain Badiou in lacanian ink @ lacan.com
- On Alain Badiou and Logiques des mondes by Slavoj Žižek